# George Uhlenbeck
Pour les articles homonymes, voir Uhlenbeck.
George Eugene Uhlenbeck, né le 6 décembre 1900 à Batavia (aujourd'hui Djakarta), mort le 31 octobre 1988 à Boulder, Colorado, est un physicien américain d'origine néerlandaise.

## Biographie
Georges Uhlenbeck étudie à l'université de technologie de Delft puis à Leyde où il reçoit son master en 1923, tout en vivant à Rome : il y est le tuteur du fils de l'ambassadeur des Pays-Bas et il y fait la connaissance d’Enrico Fermi. Il revient à Leyde en 1925 comme assistant de Paul Ehrenfest et travaille avec Samuel Goudsmit avec lequel il partage la découverte du spin de l'électron. Il obtient son Ph.D. en 1927. À compter de cette date sa carrière se partage entre les Pays-Bas et les États-Unis :
- de 1927 à 1935 il enseigne à l'université du Michigan à Ann Arbor ;
- de 1935 à 1939 il est professeur à l'université d'Utrecht où il succède à Hans Kramers ;
- de 1939 à 1943 il revient à Ann Arbor ;
- de 1943 à 1945 il travaille au MIT Radiation Laboratory à Cambridge (Massachusetts) sur les radars ;
- de 1945 à 1960 il revient à Ann Arbor où il occupe la chaire Henry Cahart ;
- de 1960 à 1988 il termine sa carrière universitaire à l'Institut Rockefeller pour la recherche médicale devenu université Rockefeller à New York comme professeur et membre de cet institut.

## Travaux
- Avec Samuel Goudsmit, il a mis en évidence le spin de l'électron (1925).
- Il a obtenu des résultats importants en théorie cinétique des gaz denses[1].

## Récompenses
- En 1955 il devient membre de la National Academy of Sciences.
- En 1956 il obtient la médaille Oersted de l'association américaine des professeurs de physique (American Association of Physics Teachers).
- En 1964 il obtient la médaille Max-Planck décernée par la Société Allemande de Physique (Deutsche Physikalische Gesellschaft).
- En 1970 il obtient la médaille Lorentz décernée par l'Académie royale des arts et des sciences néerlandaise.
- En 1976 il obtient la National Medal of Science.
- En 1979 il reçoit de prix Wolf.